# Фауста Корнелія
Фауста Корнелія (86 — після 51 року до н.е.) — аристократка, відома давньоримська матрона.

## Опис
Представниця патриціанської родини Корнеліїв. Донька Луція Корнелія Сулли, консула диктатора, та Цецилії Метелли Далматік. Сестра-близнюк Фавста Сулли, квестора 54 року до н.е. У 71 році до н.е. вийшла заміж за Гая Меммія, претора 58 року до н.е. У 55 році до н.е. розлучилася з Меммієм та вийшла заміж за Тіта Аннія Мілона, претора 56 року до н.е. У січні 52 р. супроводжувала чоловіка в його поїздці у Ланувії, під час якої він убив свого ворога народного трибуна Клодія. Після засудження Мілона не пішла за ним у заслання до Массалії, а залишилася у Римі. Стала відомою ганебною поведінкою, своїми подружніми зрадами. Серед її коханців був історик Гай Саллюстій Кріспа. Останні роки життя мешкала у Римі, не втручаючись у політику.

## Родина
1. Чоловік — Гай Меммій, претор 58 року до н.е.
Діти: 
- Гай Меммій, консул-суфект 34 року до н.е.

2. Тит Анній Мілон, претор 56 року до н.е.